# انجمن علمی

نمادانجمن علمی پرستاران قلب ایران

انجمن علمی، سازمانی است که برای ترویج یک رشته یا حرفهٔ علمی یا یک گروهی از رشته‌ها و حرفه‌های مرتبط برپا شده‌است. عضویت در انجمن علمی ممکن است برای عموم آزاد باشد، ممکن است افراد در صورت داشتن برخی صلاحیت‌ها انتخاب شوند، ممکن است اعضای انتخاب شده افتخاری باشند یا توسط انتخابات میان دیگر اعضای انجمن برگزار میشود انتخاب شوند. آکادمی آلمانی علوم لئوپولدیا به عنوان مثال، یکی از قدیمی‌ترین انجمن‌های علمی است که در سال ۱۶۵۲ برپا گشت.
انجمن‌های علمی معمولاً سازمان‌های غیر انتفاعی می‌باشند. فعالیت‌های انجمن‌های علمی به‌طور معمول عبارتند از برگزاری کنفرانس‌ها به‌طور منظم برای ارائه و بحث در مورد نتایج تحقیقات جدید و چاپ و نشر یا حمایت از مجلات علمی در رشته‌های مرتبط. برخی نیز به عنوان نهادهای حرفه‌ای عمل می‌کنند و تنظیم فعالیت‌های اعضای خود را در جهت منافع عمومی و جمعی به عهده می‌گیرند.
انجمنهای علمی از اهمیت کلیدی در جامعه‌شناسی علمی برخوردارند و شکل‌گیری آن‌ها در رشد و توسعه رشته‌های جدید و رشته‌های حرفه‌ای مرتبط کمک شایانی می‌کند.
انجمن‌های علمی می‌توانند مربوط به یک ناحیهٔ خاص مانند استان، کشور، قاره و غیره باشند مانند انجمن شیمی اعصاب آمریکا یا می‌توانند جهانی باشند مانند انجمن بین‌المللی شیمی اعصاب. همچنین انجمن‌های علمی می‌توانند تنها به موضوعات ویژه‌ای از یک دانش بپردازند یا می‌توانند به شکل گسترده تری به پژوهش در مورد کل آن دانش بپردازند یا حالت‌های دیگری میان این دو.
در کشور ایران انجمن‌های علمی رسمی در دو دسته‌بندی اصلی حوزه پزشکی و حوزه غیرپزشکی ثبت و فعالیت میکنند. مرجع ثبت انجمن‌های علمی پزشکی، وزارت بهداشت، درمان و آموزش پزشکی است و وزارت علوم، تحقیقات و فناوری هم مرجع رسیدگی به امور و صدور مجوز انجمن‌های غیرپزشکی است. علاوه بر این هر دانشگاه می‌تواند به فراخور نیاز خود و فعال بودن دانشجویان خود، انجمن‌های علمی دانشجویی داشته باشد. بنا به اعلام مرجع انجمن‌های علمی ایران، در حال حاضر ۵۳۲ عدد انجمن علمی ثبت شده در ایران وجود دارد که آن‌ها فعال نیستند.